# アマンドゥス・ゴットフリート・アドルフ・ミュルナー

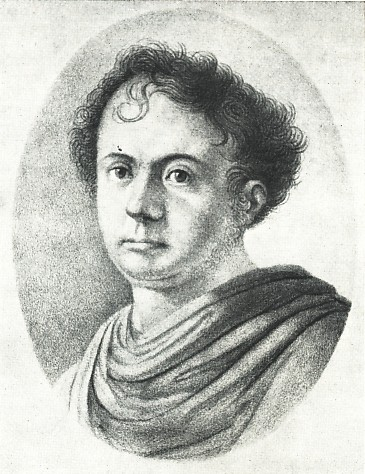
アマンドゥス・ゴットフリート・アドルフ・ミュルナー

アマンドゥス・ゴットフリート・アドルフ・ミュルナー（ドイツ語: Amandus Gottfried Adolf Müllner、1774年10月18日 ランゲンドルフ - 1829年6月11日 ヴァイセンフェルス）は、ドイツの劇作家。

## 生涯
ゴットフリート・アウグスト・ビュルガーの甥として、ヴァイセンフェルス近くのランゲンドルフで生まれた。父はハインリヒ・アドルフ・ミュルナー（Heinrich Adolph Müllner、1803年没）で、母はフリーデリケ・フィリッピーネ・ルイーゼ・ビュルガー（Friederike Philippine Louise Bürger、1751年 - 1799年）だった。ライプツィヒ大学で法律を学んだ後、ヴァイセンフェルスで代弁者として名声を得て、1799年にIncest, oder der Sehutzgeist von Avignonという小説を出版した。その後、ヴァイセンフェルスにあるアマチュアの劇場のために喜劇を書き、フランス風のDer angolische Kaler（1809年）とDer Blilz（1814年作、1818年出版）を書いた。一方で『二月二十九日』（1812年）や『罪』（1813年作、1816年出版）といった悲劇も書き、いわゆる運命劇の作家の代表的人物になり、一時はドイツ語圏の劇場で『罪』がしきりに演じられた。その後もKönig Yngurd（1817年）やDie Albaneserin（1820年）を書いた。一方で法律家としては宮廷会議入りを果たし、いくつかのジャーナルの編集者にもなった。1829年6月11日、ヴァイセンフェルスで死去した。

## 家族
1802年、アマーリエ・クリスティアーネ・フォン・ローガウ（Amalie Christiane von Logau）と結婚、4男2女をもうけた。

## 著作
- Incest, oder der Sehutzgeist von Avignon（1799年、小説）[1]
- Der angolische Kaler（1809年、喜劇）[1]
- 『二月二十九日』（1812年、悲劇。原題Der neun- und-zwanzigste Februar）[1]
- 『罪（ドイツ語版）』（1813年作、1816年出版、悲劇。原題Die Schuld）[1]
- Der Blilz（1814年作、1818年出版、喜劇）[1]
- König Yngurd（1817年、演劇）[1]
- Spiele für die Bühne（1818年 - 1820年、2巻）[3]
- Die Albaneserin（1820年、演劇）[1]
- Vermischte Schriften（1824年 - 1826年、2巻）[3]
- Der Kaliber. Aus den Papieren eines Criminalbeamten（1829年、小説）[3]
- Die Verschwörung in Krähwinkel（1829年）[3]